# Gábor Bódy
Gábor Bódy (* 30. August 1946 in Budapest; † 24. Oktober 1985 ebenda) war ein ungarischer Regisseur, Drehbuchautor und Schauspieler. Er lebte und arbeitete in Ungarn und Westdeutschland.

## Leben
Gábor Bódy studierte im Zeitraum zwischen 1964 und 1971 Geschichte und Philosophie. Unmittelbar im Anschluss folgte bis 1975 das Studium der Film- und Fernsehregie in seiner Heimatstadt Budapest. Noch während dieser Zeit war er 1973 bei der Gründung der Experimentalgruppe K3 des Budapester Béla-Balázs-Studios für künstlerischen Film beteiligt, bei der er im Anschluss als Organisator agierte. Ebenfalls seit 1973 lieferte er (bis 1981) Informationen an den ungarischen Staatssicherheitsdienst, was allerdings erst 1999 bekannt wurde.
Bódy schrieb seit Beginn der 1970er Jahre mehrere Drehbücher und führte oft selbst Regie. In einigen seiner Filme tritt er auch als Darsteller auf. Ab 1977 befasste er sich mit dem Thema Videokunst und gilt auf diesem Gebiet als einer der Pioniere.
1980 gründete er mit anderen gemeinsam das erste auf Videokassetten veröffentlichte Videokunstmagazin Infermental. Ebenfalls 1980 ehelichte er Veruschka „Vera“ Bódy, geborene Baksa-Soós. Aus der Ehe ging der Sohn Caspar-Maria Zoltan Leopard hervor. 1979–1980 entstand auch Nárcisz és Psyché, der als sein bedeutendster Film gesehen wird.
Zwischen 1982 und 1984 dozierte er an der Deutschen Film- und Fernsehakademie Berlin.
Bódy sah sich in seiner Arbeit auch als Vermittler zwischen Ost und West zu Zeiten des Kalten Krieges. Die offizielle Todesursache wurde 1985 von behördlicher Seite mit Selbsttötung angegeben. Dies wurde allerdings aufgrund einiger Ungereimtheiten von vielen angezweifelt.
Seine Werke werden bis heute weltweit im Rahmen von Ausstellungen gezeigt. Veruschka „Vera“ Bódy führte die Koordination von Infermental bis zum Jahr 1990 weiter. Zum jetzigen Zeitpunkt  befindet sich dieses Kompendium der Videokunst der 1980er Jahre als Dauerleihgabe im Zentrum für Kunst und Medientechnologie in Karlsruhe.

## Auszeichnungen
1976 wurde Bódy beim Internationalen Filmfestival Mannheim-Heidelberg für seinen Film Amerikai anzix (1975) mit dem Großen Preis und 1981 für Nárcisz és Psyché (1980) beim Internationalen Filmfestival von Locarno mit dem Ernest-Artaria-Award, beim Spielfilmfestival Budapest mit dem Sonderpreis für Regie und beim Festival Internacional de Cinema da Figueira da Foz mit dem CIDALC-Preis ausgezeichnet. 1986 erhielt Bódy postum für sein Lebenswerk den FIPRESCI-Preis auf der Berlinale.